# Henriette de Belgique
Vous lisez un « article de qualité » labellisé en 2020.
Henriette Marie Charlotte Antoinette de Belgique, princesse de Belgique, princesse de Saxe-Cobourg et Gotha, duchesse en Saxe et, par son mariage, duchesse de Vendôme (titre de courtoisie), née le 30 novembre 1870 au palais du comte de Flandre, à Bruxelles (en Belgique), et morte le 28 mars 1948 à Sierre (en Suisse), est la fille de Philippe de Belgique, comte de Flandre, frère du roi Léopold II, et de la princesse Marie de Hohenzollern-Sigmaringen.
Henriette est la sœur aînée du roi des Belges Albert Ier. Elle épouse, en 1896, Emmanuel d'Orléans, duc de Vendôme. Elle donne le jour à quatre enfants. Participant activement à la vie mondaine parisienne, elle reçoit à Neuilly-sur-Seine durant toute la Belle Époque, la noblesse, les artistes et les écrivains (dont Marcel Proust qui décrit ce microcosme dans ses œuvres littéraires). 
La Première Guerre mondiale ne l'empêche pas de voyager : elle se rend à Londres, Cannes et même à La Panne, en Belgique, où son frère le roi Albert résiste à l'armée allemande. La duchesse de Vendôme joue un rôle important dans plusieurs centres de soins dispensés aux soldats blessés et veille à l'accueil et à l'amélioration des conditions de vie des réfugiés belges, que ce soit en Grande-Bretagne ou en France.
Durant l'hiver 1920-1921, elle effectue, avec son mari, un périple en Afrique du Nord qui lui offre l'occasion de donner libre cours à ses talents d'aquarelliste. En 1922, elle acquiert le château de Blonay (également appelé Tourronde) à Lugrin en Haute-Savoie. Politiquement, ses idées la rapprochent de Charles Maurras et de son mouvement l'Action française. Veuve en 1931, presque ruinée, la duchesse de Vendôme publie plusieurs ouvrages d'histoire et de voyages. Installée à Tourronde en 1940, elle y demeure jusqu'à la fin de la Seconde Guerre mondiale. Déçue par les siens, elle continue à fréquenter les membres du Gotha exilés. En raison de ses difficultés financières et de sa santé déclinante, la duchesse s'installe à Sierre, où elle meurt trois semaines après son arrivée, le 28 mars 1948.

## Biographie

### Premières années

La comtesse de Flandre et ses enfants, Henriette, Albert, Baudouin et Joséphine, photographiés par Jean Günther en 1878.

La princesse Henriette naît, ainsi que sa sœur jumelle Joséphine de Belgique, le 30 novembre 1870, dans le palais que ses parents, Philippe (frère de Léopold II roi des Belges), comte de Flandre, et Marie, comtesse de Flandre, possèdent rue de la Régence à Bruxelles, à l'angle de la place Royale, abritant depuis 1982 la Cour des comptes. Les jumelles sont baptisées le 29 décembre suivant à la cathédrale Saint-Jacques-sur-Coudenberg. La sœur jumelle d'Henriette meurt à la suite de crises de convulsions un mois et demi plus tard, le 18 janvier 1871. L'année suivante, la comtesse de Flandre donne le jour à une troisième petite-fille prénommée comme sa sœur défunte Joséphine, en hommage à leur arrière-grand-mère la princesse Joséphine de Bade — elle-même filleule de l'impératrice des Français. 
La princesse Henriette est la sœur cadette du prince Baudouin et l'aînée de la princesse Joséphine et du roi Albert Ier. La princesse Henriette compte parmi ses proches plusieurs princes et souverains européens. Côté paternel, la princesse est la nièce du roi Léopold II et de l'infortunée impératrice Charlotte du Mexique. Le roi Charles Ier de Roumanie, son oncle maternel, est membre de la maison de Hohenzollern-Sigmaringen, tout comme son beau-frère le prince Charles-Antoine, époux de sa sœur cadette Joséphine. Henriette, filleule de son grand-père maternel Charles-Antoine de Hohenzollern-Sigmaringen, porte le prénom de sa marraine, sa tante la reine consort des Belges Marie-Henriette.

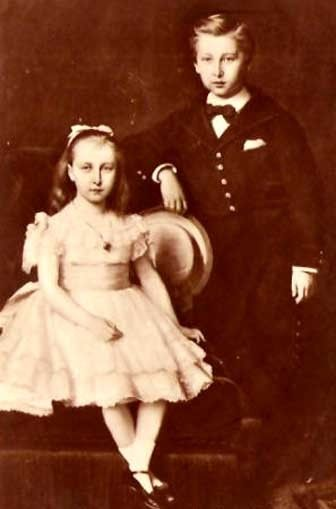
Henriette et son frère Baudouin par Alexandre Robert vers 1880.

Henriette, fillette énergique, bénéficie d'une éducation soignée dispensée dans la demeure de ses parents par des professeurs particuliers. Dès ses six ans, on lui donne une gouvernante irlandaise, Maria Mac Shane, qui lui apprend l'anglais, tandis que la gouvernante française de sa sœur Joséphine lui enseigne la littérature et l'histoire. Chaque année, les Flandre se rendent aux Amerois, une propriété de plaisance où les exigences pédagogiques sont moindres qu'à Bruxelles. Toutefois, certains cours sont maintenus, notamment l'allemand et le dessin. Immuablement, en septembre, les Flandre séjournent durant deux mois dans les propriétés des Hohenzollern, ses grands-parents maternels : au château de Sigmaringen, à celui de Krauchenwies ou à la Weinbourg. La princesse Henriette y tisse des liens solides avec ses parents prussiens. En revanche, les relations entre le roi Léopold II - qui délaisse sa propre famille - et les Flandre sont de plus en plus marquées par la froideur et une distance de plus en plus grande.
La princesse Henriette effectue sa première communion avec son frère Baudouin le 1er juin 1882. La religion tient une place prépondérante dans la vie de leur mère qui veille attentivement à la préparation de ses aînés en vue de leur profession de foi par des lectures pieuses et des sermons qui enthousiasment Henriette. Ensuite, durant tout le mois de juin, les enfants pratiquent quotidiennement des exercices de piété. La princesse Henriette possède un grand élan vital, prisant les leçons d'équitation. Elle suit également des leçons de piano, de danse et de gymnastique. C'est aussi à partir de 1882 qu'Henriette commence à écrire son journal intime qui témoigne de son caractère affirmé et lyrique. À l'automne 1883, l'adolescente traverse « une veine d'émancipation et de révolte. Nos programmes d'études étaient très chargés et ne nous laissaient guère de loisirs ; je négligeais mes préparations d'études [...] pour dessiner en cachette des illustrations de mes compositions. » C'est son frère aîné Baudouin - héritier du trône après son père - , auquel elle voue une grande admiration, qui tempère ses excès.
Lorsqu'elle fête ses dix-huit ans, en 1888, elle fait son « entrée dans le monde » : son goût pour les mondanités peut se concrétiser et s'épanouir. Elle aime beaucoup danser, arborer de somptueuses toilettes et s'amuser. Le jour de l'an en 1891, Henriette participe pour la première fois à la réception officielle au palais royal de Bruxelles. Quelques jours plus tard, elle tombe malade : elle est atteinte d'une pneumonie infectieuse, dont la gravité requiert l'administration des derniers sacrements. Un léger mieux s'ensuit. Son frère Baudouin veille constamment sur elle et contracte lui aussi la maladie qui l'emporte en quelques jours. Il meurt le 23 janvier 1891 et, afin de ménager la santé encore fragile de leur fille aînée, les Flandre lui dissimulent durant quelques jours la mort de son frère. La famille est effondrée. Les souverains comme le peuple belge déplorent la perte d'un prince qui semblait exemplaire. C'est au fils cadet des Flandre, Albert, 15 ans, d'assumer la tâche d'héritier en second du trône belge. Au printemps suivant, Henriette et sa mère effectuent un pèlerinage à Lourdes afin de respecter un vœu formulé pour la guérison d'Henriette.

### Mariage

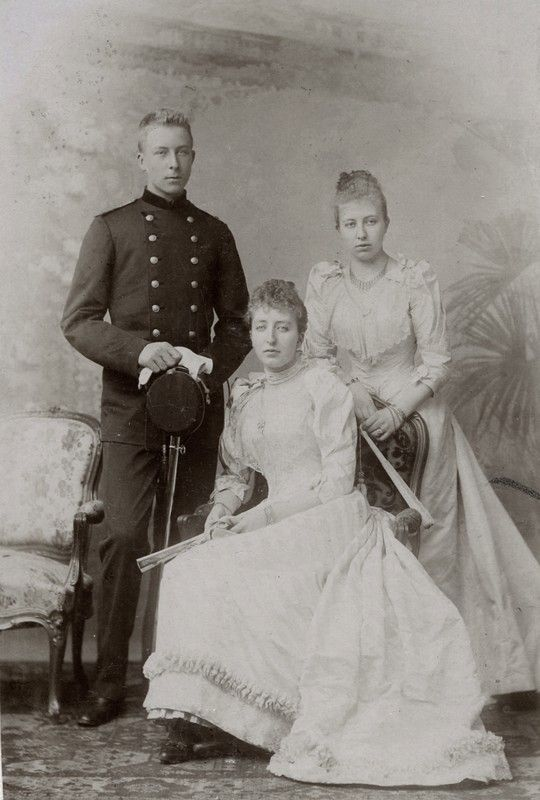
Henriette (assise), son frère de Belgique et sa sœur Joséphine par Jean Gunther en 1891.

Malgré le deuil de leur fils aîné, le comte et la comtesse de Flandre songent à "établir" leurs filles. En dépit des réticences exprimées par la famille royale Belge et surtout de son père Philippe qui espérait une situation plus brillante pour sa fille cadette, la princesse Joséphine épouse, en 1894, à 22 ans, son cousin germain, Charles-Antoine de Hohenzollern, . Quant à Henriette, il n'est pas aisé de lui trouver un mari en raison de la pneumonie qui l'a atteinte et du nombre restreint de princes catholiques en âge de convoler.
Henriette est amoureuse depuis 1890 du prince Philippe d'Orléans, le prétendant orléaniste au trône de France, mais cette union est inenvisageable car le roi Léopold II mettrait son veto à un éventuel mariage, afin de ne pas s'attirer les foudres de la Troisième République française. D'autre part, le duc d'Orléans ne paraît pas partager les sentiments que lui voue la princesse. En 1894, le comte de Flandre songe à unir sa fille à l'archiduc Léopold-Ferdinand, fils aîné du grand-duc de Toscane. Il prend des renseignements qui lui révèlent « la mauvaise réputation dont jouit l'archiduc. Il n'est pas aimé dans le monde de Vienne, ni dans la marine autrichienne, en plus il n'a aucune position ni fortune. ».
En 1894, le départ de Bruxelles et l'établissement à Potsdam de sa sœur cadette Joséphine, qui vient de se marier avec Charles-Antoine de Hohenzollern, accentuent la solitude d'Henriette, toujours célibataire. Elle accompagne souvent sa mère en voyage outre-Rhin. Au printemps 1895, elle fait la connaissance du prince Emmanuel d'Orléans, de deux ans son cadet, cousin du duc d'Orléans, et connu depuis 1894 sous le titre de courtoisie de duc de Vendôme. Il est le fils de Ferdinand d'Orléans, duc d'Alençon, et de Sophie-Charlotte en Bavière, sœur de l'impératrice d'Autriche, dite « Sissi ». Emmanuel est apprécié favorablement dans le régiment de dragons autrichien où il sert et les renseignements recueillis dans d'autres sphères à son sujet par les Flandre sont positifs. Ils organisent donc une rencontre entre Henriette et le duc de Vendôme à Lugano en octobre 1895. Cette fois, le roi Léopold II autorise le mariage. Les fiançailles sont donc conclues en accord avec les familles concernées. Henriette déclare à sa mère : « J'ai trouvé mon idéal ».. Le 12 février 1896, Henriette épouse à Bruxelles Emmanuel d'Orléans. Les cérémonies recueillent un succès populaire et même le quotidien socialiste belge, Le Peuple, habituellement antimonarchique, reconnaît sous un titre quelque peu ironique traduisant le caractère tardif du mariage (« OUF ») que les mariés paraissent amoureux et qu'Henriette semble « être bonne et sans morgue ». À l'issue des cérémonies, le couple passe sa lune de miel à Saint-Raphaël.

### Descendance
De son mariage avec Emmanuel duc de Vendôme, Henriette a quatre enfants :
- Marie-Louise (1896-1973), qui épouse en premières noces, en 1916, Philippe prince de Bourbon-Siciles (1885-1949), dont elle divorce en 1925 après avoir eu un fils : Gaëtan (1917-1984) ; ensuite, Marie-Louise épouse, en 1928, Walter Kingsland (1888-1961), dont elle n'a pas de postérité.
- Sophie (1898-1928), morte sans alliance.
- Geneviève (1901-1983), qui épouse, en 1923, Antoine, marquis de Chaponay (1893-1956), dont deux enfants : Henryane (1924-2019)[13], et Pierre-Emmanuel (1925-1943), tous deux célibataires.
- Charles-Philippe, duc de Nemours (1905-1970), qui épouse, en 1928, sans l'accord de sa famille, une Américaine, Margaret Watson (1899-1993), avec laquelle il n'a pas de postérité.

Depuis 2019, la seule descendance survivante d'Henriette est celle issue de son petit-fils Gaëtan de Bourbon-Siciles.

### La Belle Époque

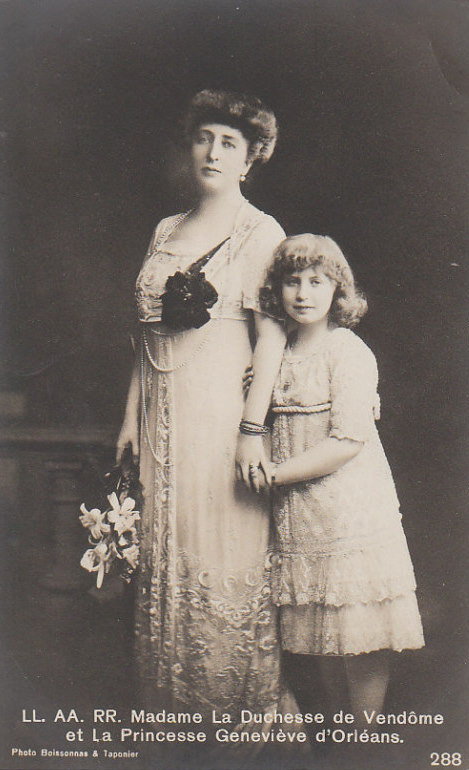
Henriette et sa fille Geneviève par Frédéric Boissonnas et André Taponier vers 1910.

Les jeunes époux s'installent, dès le début de leur mariage, à Neuilly-sur-Seine dans leur hôtel particulier au no 10 rue Borghèse. Cet établissement permet à Henriette de ne pas demeurer trop loin de ses parents, auxquels elle est très attachée. Durant ses séjours en Belgique, Albert apprécie peu la présence d'Emmanuel, qu'il appelle à son insu « Saint Emmanuel » en raison de sa piété ostentatoire. Emmanuel et Henriette deviennent rapidement des membres remarqués de la vie mondaine parisienne à la Belle Époque.
Le 4 mai 1897, la duchesse de Vendôme, bien que présidente du comptoir no 16, n'est pas présente lors de l'incendie du Bazar de la Charité, dans lequel sa belle-mère trouve la mort. Elle séjourne avec son mari à Bruxelles et se rend rapidement à Paris auprès de son beau-père Ferdinand d'Alençon, très affecté et blessé dans l'incendie. Aux obsèques de la duchesse d'Alençon, Albert de Belgique rencontre la nièce de la défunte, Élisabeth en Bavière. Les jeunes gens se marient trois ans plus tard, sous les auspices d'Henriette, qui les a de nouveau réunis chez elle à Neuilly en vue de les rapprocher. Au point de vue caritatif, Henriette reprend les œuvres soutenues par sa feue belle-mère.
Dominique Paoli, biographe de la princesse Henriette, précise qu'à l'automne 1897, les Vendôme ont déjà une idée de la vie qu'ils s'apprêtent à mener : trois ou quatre fois par an, ils séjournent en Belgique. En hiver, ils sont à Bruxelles, afin d'assister aux bals de la cour, à ceux donnés par les Flandre, aux soirées lyriques du théâtre de la Monnaie et, en été, aux Amerois afin d'y retrouver l'ensemble de la famille réunie dans les Ardennes. Fin août, les Vendôme prennent le chemin de Mentelberg, près d'Innsbruck, dans le Tyrol, où le beau-père d'Henriette possède un château et où Emmanuel chasse. Puis, le couple effectue une halte de quelques jours à Sigmaringen auprès de Joséphine, la grand-mère d'Henriette.
Après avoir donné le jour à une première fille, Marie-Louise, le dernier jour de l'année 1896, Henriette met au monde une seconde fille, Sophie, le 19 octobre 1898. La fillette nouveau-née est en proie, trois jours plus tard, à des convulsions si violentes que l'on craint pour sa vie ; elle survit, mais conserve des séquelles intellectuelles irréversibles. Henriette voit ensuite s'évanouir deux espoirs de maternités consécutifs avant de mettre au monde une troisième fille, Geneviève, le 21 septembre 1901. Les Vendôme déménagent vers une résidence plus vaste, toujours à la rue Borghèse, au no 24. Enfin, naît le 4 avril 1905 le fils tant attendu : Charles-Philippe, immédiatement titré duc de Nemours, dont le baptême est ajourné en raison de la mort du comte de Flandre en novembre.

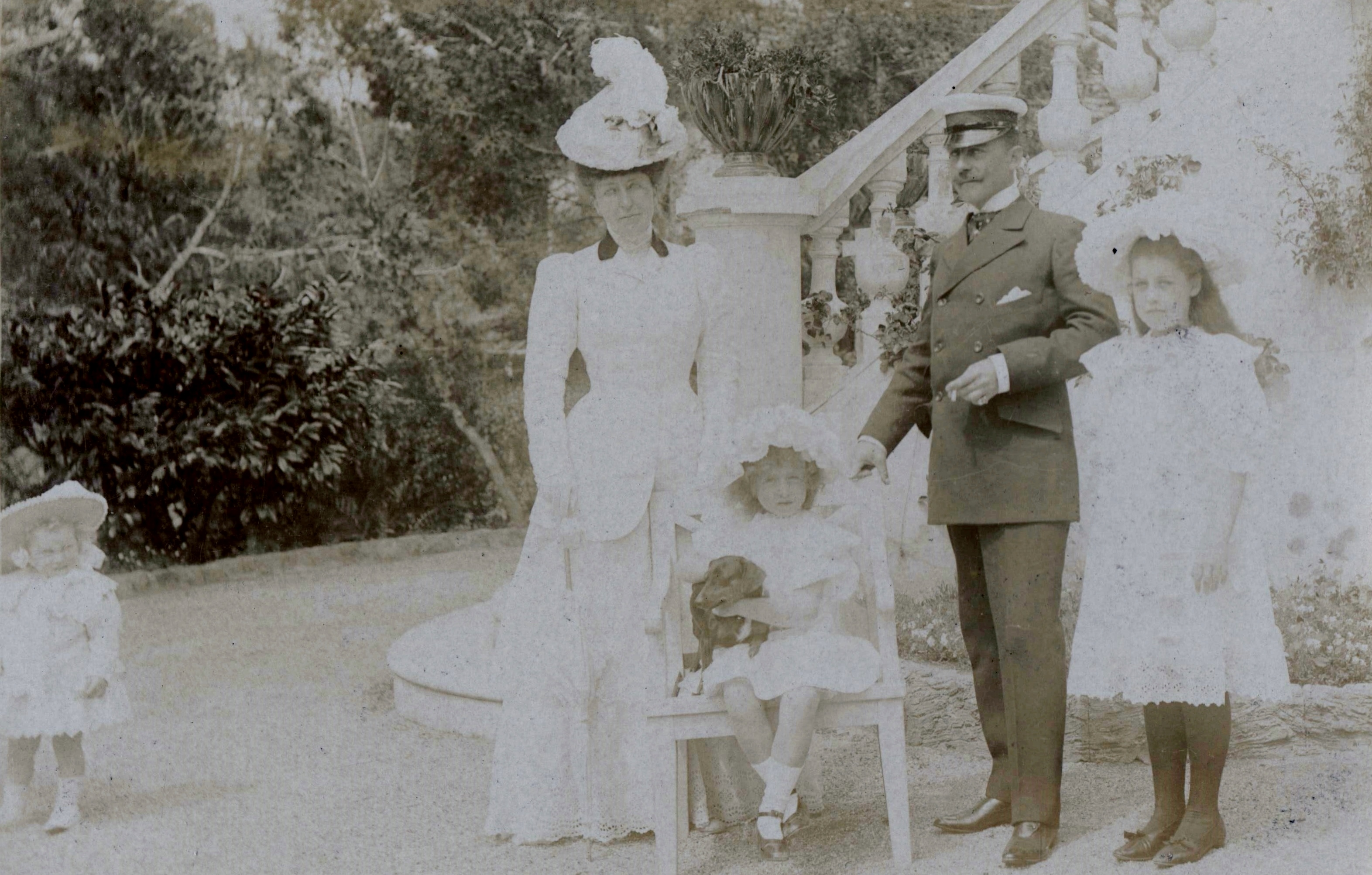
Henriette de Belgique et sa famille à Neuilly : Emmanuel duc de Vendôme et leurs trois filles vers 1903.

Jusqu'en 1914, la résidence d'Henriette connaît une vie sociale intense : rois en exil, magnats de la finance et industriels fortunés s'y donnent rendez-vous. Henriette a délégué, comme les aristocrates de son époque, une partie des aspects éducatifs à des gouvernantes, mais elle s'occupe aussi elle-même de ses enfants, prônant les exercices physiques, l'équitation et la natation. Sa santé laisse parfois à désirer car elle est sujette à des crises d'asthme, parfois assorties de bronchites. Cependant, lorsque sa condition physique le lui permet, elle accomplit des voyages. En 1908, la presse américaine prétend qu'elle s'apprête à effectuer une expédition dans les montagnes Rocheuses aux États-Unis où sa présence aux côtés de son mari chassant le grizzli justifie le qualificatif de « Sporting Duchess » décerné par The New York Times,. L'année suivante, ce sont des vacances en automobile qui mènent les Vendôme dans les Pyrénées et en Espagne. Henriette s'y adonne à ses arts picturaux favoris.
Depuis l'accession au trône de Belgique de son frère Albert en 1909, Henriette, désormais sœur d'un roi, voit sa position sociale parisienne augmenter en prestige. Au point de vue financier, la mort en 1910 de Ferdinand, son beau-père, accroît sa situation matérielle. Les réceptions sont de plus en plus fastueuses et nombreuses. La comtesse de Flandre désapprouve le train de vie dispendieux de sa fille et de son gendre. Elle estime que les gouvernantes des enfants portent des « noms pompeux » et qu'Emmanuel se lance dans des travaux onéreux, sans les surveiller, aboutissant à des résultats architecturaux maladroits. Durant un séjour des Vendôme à Bruxelles, la comtesse de Flandre meurt le 26 novembre 1912. À l'été 1913, Henriette et Emmanuel retrouvent Joséphine et son mari aux Amerois devenu « ce pauvre home délaissé et solitaire. » À son retour, elle songe à rénover complètement sa résidence parisienne. En avril 1914, à Rome, son fils reçoit la première communion des mains mêmes du souverain pontife qui a accepté une entorse aux règles en usage au Vatican, à la demande d'Henriette qui pose un acte politique : « Depuis dix ans, les relations diplomatiques entre la France et le Saint-Siège sont rompues. Le voyage à Rome est une occasion de se distancier de la politique du gouvernement français. ».

### Première Guerre mondiale

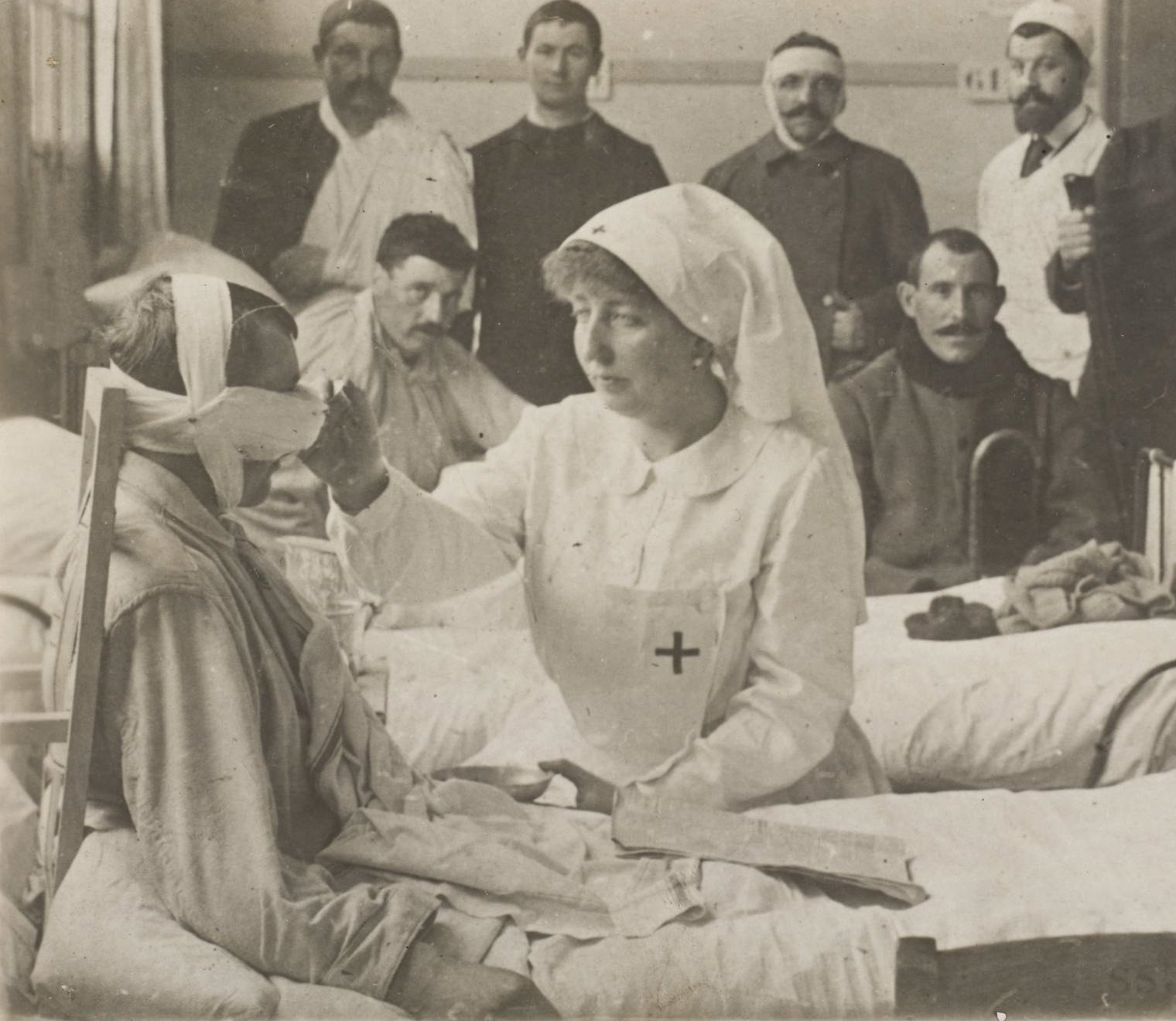
Henriette de Belgique durant la Première Guerre mondiale.

En juillet 1914, les Vendôme passent quelques jours au château de Laeken chez Albert et Élisabeth. En raison des menaces de guerre, Henriette et Emmanuel se rendent en Grande-Bretagne dans leur propriété de Belmont House, près de Wimbledon où ils apprennent que la guerre est déclarée. Le conflit ne les empêche cependant pas de circuler dans l'Europe entière, excepté dans les Empires centraux. Les relations avec Joséphine, épouse d'un prince prussien et demeurant en Allemagne, sont rompues : « nous songions au martyre moral de la pauvre Joséphine, là-bas en Allemagne, sans nouvelles, séparée de nous tous. ».

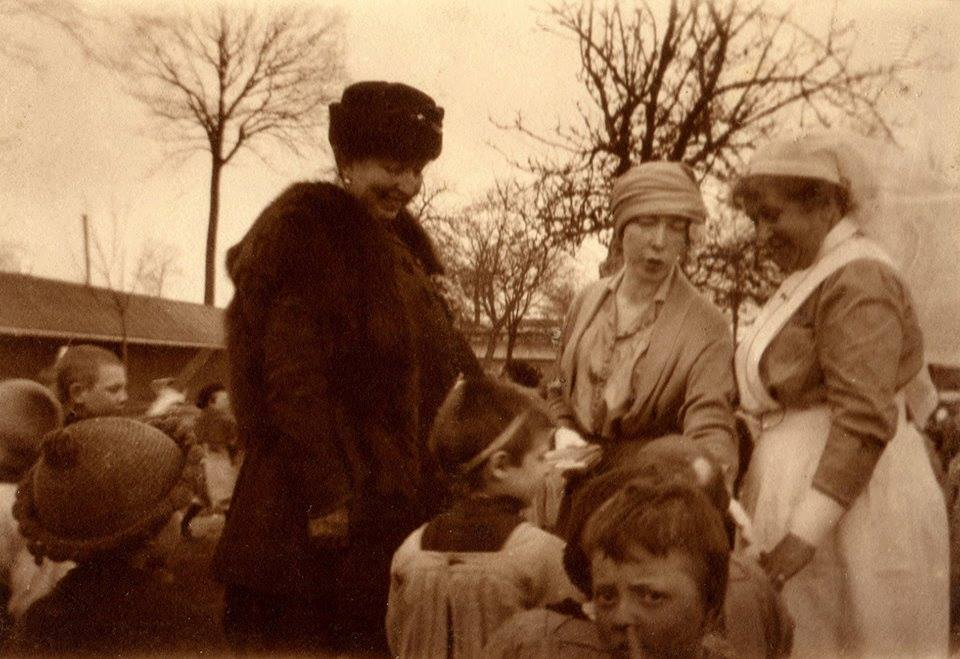
Henriette et la reine Élisabeth à Wulveringem (Belgique) durant la Première Guerre mondiale.

En revanche, Henriette visite plusieurs fois son frère le roi Albert qui résiste à l'armée allemande à La Panne. Emmanuel avait proposé, dès le début du conflit, ses services à son beau-frère le roi des Belges qui avait refusé son offre en raison du contexte politique. Le roi avait en effet consulté les services du ministère des Affaires étrangères qui lui avaient fait part de leurs sérieuses réserves pour accepter l'offre d'un prince dont la famille avait autrefois régné en France. L'acceptation aurait rendu délicate la position de la Belgique à l'égard de la République française qui était sa garante.
Pour sa part, Henriette s'active à l'hôpital des Dames françaises de Neuilly et également dans les hôpitaux voisins de son château de Saint-Michel de Cannes (villas Saint-Jean, Saint-Charles et Anastasie), ainsi qu'à Belmont House, à Wimbledon, où elle a ouvert un petit centre de soins aux blessés. Dès qu'elle le peut, elle organise des réceptions à Belmont House où se réunissent quelques personnes de la société belge et des blessés de guerre anglais. Elle se montre particulièrement attentive au devenir des réfugiés belges et participe concrètement aux missions de la Commission d'Aide en Belgique (CRB), organisation internationale assurant le ravitaillement de la population en Belgique et dans le nord de la France. Elle veille aussi, dès le début du conflit, à l'accueil en Grande-Bretagne des réfugiés belges et copréside, dès la fin du mois d'août 1914, avec la princesse Helena, fille de la reine Victoria, le comité britannique dévolu à cet effet. Grâce au soutien de la duchesse de Vendôme, l'« ambulance Élisabeth » de Calais est transformée en hôpital et ouvre une section chirurgicale dans l'établissement qui porte, à partir de 1916, le nom de son frère le roi Albert. Cet hôpital accueille 1 500 patients. Pour subventionner ses activités, elle patronne des « Semaines spéciales pour les réfugiés belges » organisées grâce au concours de certaines boutiques londoniennes qui retiennent 5 % sur leurs ventes en faveur de l'œuvre de la duchesse de Vendôme. Henriette fait aussi donner régulièrement des « concerts populaires belges » au profit de ses actions caritatives.
En août 1915, Henriette est fière d'annoncer les fiançailles de sa fille aînée Marie-Louise, qui l'accompagne fréquemment dans ses missions humanitaires. Marie-Louise a fait la rencontre, à Cannes, de Philippe de Bourbon-Siciles. Ils se marient à Neuilly le 12 janvier 1916 lors d'une cérémonie sobre, vu les circonstances. Henriette aurait préféré que cette union soit davantage réfléchie, mais son caractère dynastiquement idoine recueille son approbation. Jusqu'à la fin de la guerre, Henriette poursuit concrètement son rôle compassionnel. Elle préside, avec la reine Amélie de Portugal et la princesse Clémentine de Belgique, l'hôpital militaire belge du Cap Ferrat, qui accueille 400 soldats et s'agrandit encore de nouveaux pavillons grâce à la générosité du Club civil et militaire belge. À de nombreuses reprises, Henriette réussit, par l'intermédiaire du pape, du roi Alphonse XIII et de la reine Marie-Christine d'Espagne à sauver la vie de plusieurs requérants. Selon l'historien Joffrey Liénart, « La guerre a élevé Henriette au statut d'acteur incontournable de la bienfaisance française [...] Au-delà de la simple générosité, son action lui permettra de cultiver ses réseaux de sociabilité, de maintenir une certaine vie mondaine, d'affirmer ses vertus chrétiennes et de donner un nouvel éclat à l'aura de sa famille. »

### Entre-deux-guerres

#### Épreuves familiales

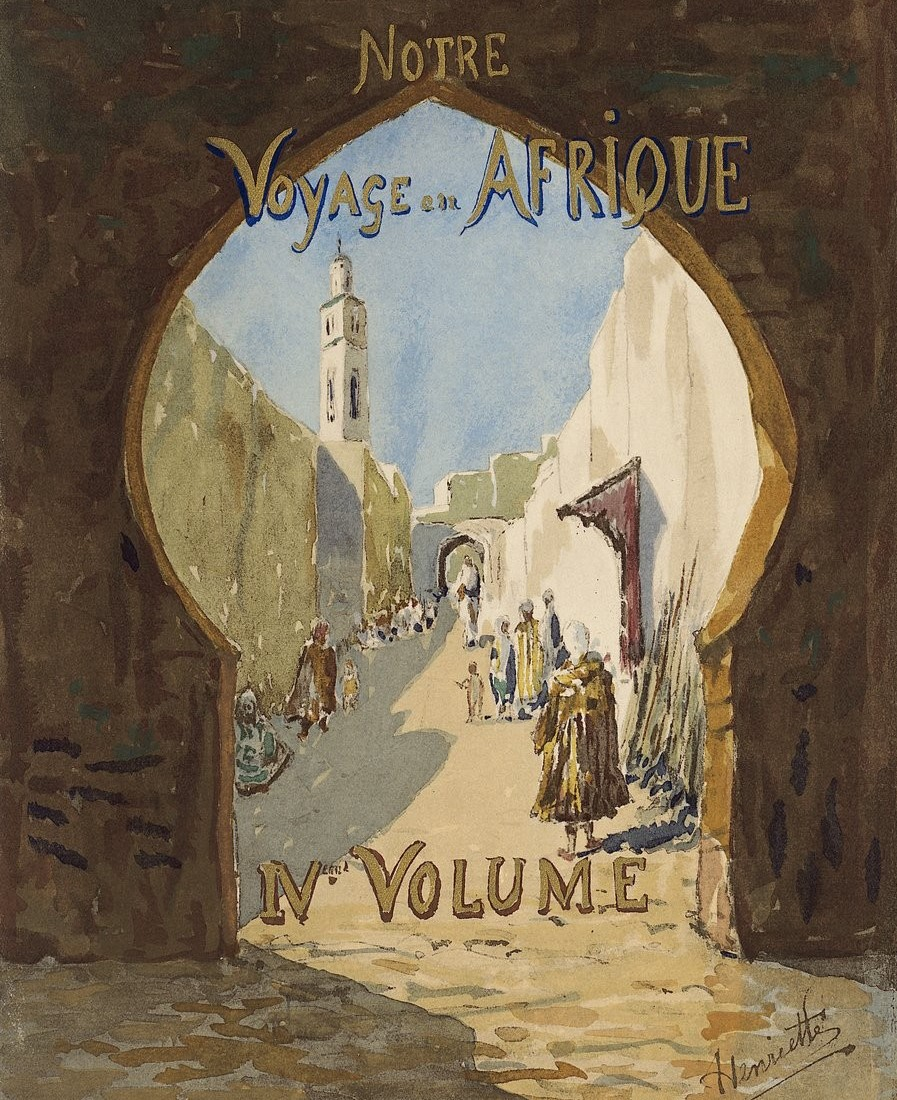
Voyage en Afrique du Nord (Maroc) - aquarelle de la duchesse de Vendôme.

Lorsque l'armistice est signé le 11 novembre 1918, Henriette est évidemment soulagée et heureuse de la perspective de pouvoir revoir ses proches dans des conditions normalisées. En mars 1919, elle peut — après une séparation de cinq ans — rendre visite à sa sœur Joséphine, devenue récemment veuve. De retour d'Allemagne, Henriette participe à escorter des convois de ravitaillement dans les Ardennes belges et françaises. En mai 1920, Henriette, son mari et leur fille Geneviève assistent, à Rome, à la canonisation de Jeanne d'Arc.
Au point de vue financier, la situation des Vendôme demeure stable, mais ils décident de vendre leur propriété de Mentelberg au sud du Tyrol autrichien. Durant l'hiver 1920-1921, ils effectuent un périple en Afrique du Nord qui les mène en Algérie, en Tunisie et au Maroc. Henriette, fascinée, découvre des paysages qu'elle ne connaissait pas et peut librement donner cours à sa passion pour les aquarelles et les récits lyriques : « Vendredi 25 février [1921], en quittant Tlemcen, nous passons au pied des roches rouges surmontées du blanc tombeau de Lalla Setti. Le soleil brusquement sorti des nuées éclaire la sépulture de la patronne de la ville. La colline paraît ainsi couronnée par une grande fleur blanche : c'est comme le sourire d'adieu de l'Algérie que nous allons quitter. ».
La santé d'Emmanuel se dégrade et il manifeste une propension à l'alcoolisme qui s'aggrave. En avril 1923, sa fille Geneviève épouse Antoine de Chaponay à Cannes : un mariage qui a reçu l'aval des Vendôme. Le 14 juin 1923, Henriette assiste au baptême de Rainier de Monaco (futur prince souverain) en qualité de marraine du nouveau-né à la cathédrale de Monaco. Quant à sa fille Marie-Louise, la mésentente s'est installée dans son couple et elle finit par divorcer de Philippe de Bourbon-Siciles en 1925.
Charles-Philippe, surnommé « Chappy », le fils unique d'Henriette, lui donne de nombreux motifs de tracas : peu studieux, il s'adonne à la boisson, voyage à sa guise et entretient une liaison avec Margaret Watson, une Américaine issue de la bourgeoisie protestante qu'Henriette qualifie de « fleur empoisonnée de bars et de casinos.. ». En dépit de l'avis de ses parents, Charles-Philippe épouse, le 24 septembre 1928 et en l'absence de sa famille, Margaret qui s'est convertie au catholicisme. Henriette vit cette épreuve comme « un drame : le dernier représentant mâle de la branche de la maison d'Orléans se trouvait marié à une Américaine excentrique. » Deux semaines plus tard, tandis qu'Emmanuel suit une cure à Lausanne, sa fille Sophie meurt presque subitement d'une syncope due à une insuffisance du myocarde. L'année 1928 se termine par le remariage de Marie-Louise avec Walter Kingsland, un roturier américain. Si Henriette approuve cette union, Emmanuel refuse de donner son accord. En 1930, tandis que leurs parents se séparent, Rainier de Monaco et sa sœur Antoinette sont confiés dans un premier temps à la duchesse de Vendôme, avant d'être recueillis par leur grand-père Louis II. Bien qu'il soit en mauvaise santé, Emmanuel poursuit ses projets immobiliers et envisage de faire bâtir une nouvelle résidence dans le 16e arrondissement de Paris, avant d'être atteint par la grippe et de mourir d'une insuffisance cardiaque le 1er février 1931.

#### Constitution du Fonds Vendôme-Nemours

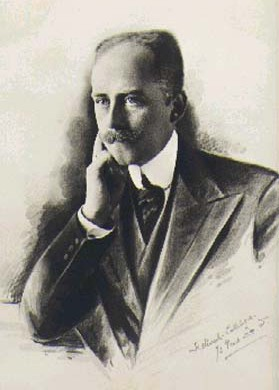
Emmanuel d'Orléans.

Sa famille étant dispersée et lui donnant peu de motifs de satisfaction, Henriette, prématurément veuve, décide de se consacrer à un projet personnel. Elle prend la décision de procéder au classement des volumineuses archives familiales transférées et rassemblées au château de Tourronde, qu'elle a acquis en 1922 (après avoir vendu sa résidence anglaise de Belmont House) et où elle passe désormais la majeure partie de son temps. Ce travail répond aux volontés testamentaires de son mari et l'occupe concrètement. Elle souhaite que ce fonds d'archives, constitué par les documents personnels de cinq générations de princes français et belges, soit ouvert aux historiens « sérieux », tels Hélène de Reinach-Foussemagne, auteur d'une biographie consacrée à Charlotte de Belgique, ou l'écrivain Louis Wilmet, partageant ses opinions catholiques, qui publie plusieurs ouvrages consacrés à la famille royale belge, dont une biographie du prince Baudouin en 1938,.
Pour sa part, Henriette, en prévision de ses futures publications historiques, traduit les lettres en allemand de son aïeul le roi Léopold Ier. Henriette trie elle-même, inventorie et classe, grâce à l'aide de quelques religieuses et de l'abbé français Georges Guilbert, des milliers de documents relatifs à l'histoire de sa famille. En 1972, ceux-ci sont vendus à l'État belge par Margaret Watson, duchesse de Nemours, veuve depuis 1970, grâce à l'entremise de son amie la baronne Marie-Claude Solvay, pour la somme élevée de 2 500 000 francs belges. Depuis 2015, ce fonds connu sous le nom de « Fonds Vendôme-Nemours », inventorié par Joffrey Liénart, est conservé aux Archives générales du Royaume à Bruxelles. L'histoire de ce fonds et de ces archives a fait l'objet d'une publication spéciale, éditée, en 2017, par les Archives de l'État.

#### Revers de fortune
Après la crise financière de 1929, les problèmes pécuniaires s'accumulent. Henriette est dépassée par l'ampleur des œuvres de charité qu'elle soutient : ses propriétés doivent toutes être vendues, hormis Tourronde. En 1934, il ne reste aucun actif libre dont elle puisse disposer. Son fils a subi, lui aussi, de graves revers de fortune et a été contraint, en 1933, de liquider sa société d'élevage de Rabat, dans laquelle ses parents avaient beaucoup investi. Henriette doit se défaire de plusieurs bijoux et tableaux pour pallier sa situation matérielle délétère dans un contexte de nouvelles menaces de guerre en Europe. En février 1934, elle apprend la mort inopinée de son frère le roi Albert. Immédiatement, accompagnée par son fils, elle se rend à Bruxelles afin de consoler la reine Élisabeth. Le contexte européen semble plus que jamais annonciateur de conflits. En 1936, elle siège au Comité du Flores Fund qui fait don d'ambulances aux forces nationalistes qui se rendent en Espagne afin d'évacuer les victimes de la guerre civile. Durant ce conflit qui divise l'Espagne, Henriette semble soutenir le général Franco.
Au point de vue idéologique, Henriette est, selon l'historien Olivier Defrance : « intellectuelle, pieuse et attachée aux traditions, affichant des opinions très conservatrices. Elle défend avec force l'idée [de la restauration] monarchique en France, avec plus de zèle d'ailleurs que son époux ». Elle voue depuis le début des années 1900 une vive admiration pour Charles Maurras, une des figures de proue de l'Action française (AF), principal mouvement intellectuel et politique français d'extrême droite sous la Troisième République. Maurras prône une « monarchie traditionnelle, héréditaire, antiparlementaire et décentralisée. ». Henriette le décrit comme « l'un des hommes les plus remarquables de ce siècle. ». Elle devient la confidente de celui qu'elle appelle son « cher Maître ». Lorsque Maurras est élu, en 1938, à l'Académie française, Henriette déclare à Louis Wilmet : « C'est la monarchie qui a fait la France, c'est la démocratie que l'on confond avec la démophilie pratiquée par nos souverains qui font tout pour leur peuple, alors que démocratie et démagogie l'exploitent. ». Quelques mois après avoir tenu ces propos, elle est invitée par les autorités françaises à l'inauguration d'une statue de son défunt frère Albert Ier roi des Belges, mais elle refuse car elle rejette le gouvernement du Front populaire. En janvier 1939, elle effectue un voyage qui la mène de Rome à Alexandrie, où elle contracte la grippe et doit être hospitalisée avant de poursuivre son périple au Caire et à Assouan.

### Dernières années
« Avec deux fous comme Benito et Adolf, tout peut arriver : nous pouvons nous éveiller en pleine nuit sous un bombardement. » écrit Henriette qui s'est définitivement fixée en 1938 à Lugrin, en territoire français, proche de la frontière suisse, dans le château de Blonay en Chablais (appelé également château de Tourronde) dominant le lac Léman. C'est la seule résidence qu'elle a conservée après les ventes successives de toutes ses propriétés. Elle y vit dans une situation financière précaire mais elle continue de recevoir dans ses salons des gentilshommes savoyards et des personnalités de passage dans la région.

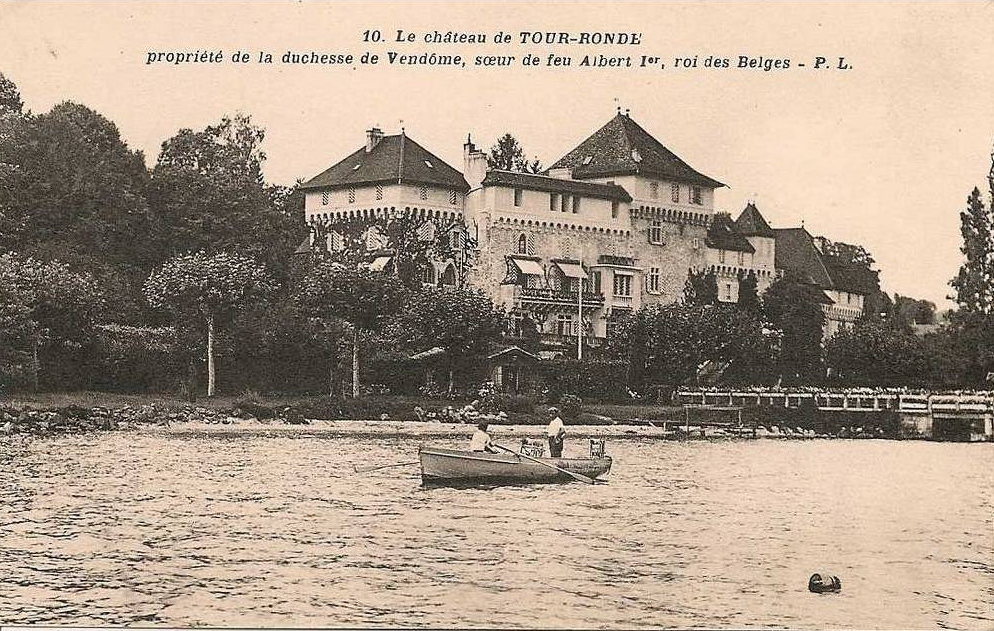
Le château de Tourronde (Blonay) à Lugrin en Haute-Savoie.

La guerre débute le 3 septembre 1939. Henriette pense que « Hitler gobera Hongrie, Suisse, Belgique, Hollande, Danemark, Alsace-Lorraine. Et voilà le monde bolchevisé car nazisme et bolchevisme, c'est kif-kif !. ». À Lugrin, elle ouvre une petite infirmerie et participe à des activités de tricot. Les troupes cantonnées près de Tourronde entretiennent d'excellents rapports avec Henriette et l'invitent parfois à une petite réception. Henriette crée plusieurs œuvres caritatives : le Foyer du soldat, un comité pour les familles des mobilisés et La Brindille d'Or aidant les mères de soldats tués au front. Henriette accueille durant quelques mois, en été 1940, son fils et sa bru avec laquelle les relations sont meilleures, puis elle les reçoit encore à quelques reprises. Sa santé décline quelque peu et, malgré ses réticences à quitter Tourronde, en 1943, elle se rend en Suisse auprès de sa sœur Joséphine qui y est temporairement établie.
Au point de vue politique, Henriette se réjouit, le 10 juillet 1940 de l'instauration du régime de Vichy — et de son nouveau chef d'État, le maréchal Pétain — dès ses débuts : « J'ai confiance en Pétain et les hommes qu'il choisira, ce sera l'occasion d'un grand nettoyage... vider les écuries d'Ogias [sic] !! Quelles saletés on y trouvera, quel coup de balai il faudra ! C'est pourquoi le pays pourra se relever purifié. ». Ce soutien se poursuit tout au long de la guerre et le chef d'État la remercie même, en 1943, « pour l'aide que [vous] m'apportez dans l'accomplissement de ma lourde tâche. ». Henriette semble aussi se laisser gagner par l'antisémitisme ambiant quand elle explique à son fils qu'elle ne peut pas le rejoindre à la Côte d'Azur pendant l'hiver 1940-1941 : « Tu comprendras qu'il m'est impossible d'aller à Cannes chez un Juif, comme on doit rester logique au parti dont on est : ce serait vis-à-vis de tous là-bas où ton père et moi avons été des chefs et exemples de la droite, comme une désertion. » Lorsque, en septembre 1943, son fils est arrêté pour suspicion de résistance et incarcéré à la prison de Fresnes, Henriette réussit donc à le faire libérer facilement après moins d'un mois d'emprisonnement grâce à ses puissants appuis,. Entre-temps, Henriette apprend la mort, en octobre 1943, de son petit-fils Pierre-Emmanuel de Chaponay, dix-huit ans, engagé dans une escadrille aéronavale de la France libre et dont l'hydravion a sombré dans le golfe du Mexique.
Le 16 août 1944, Henriette assiste à la libération de Lugrin. Toutefois, les années d'après-guerre sont difficiles en Haute-Savoie : le département reste soumis à diverses restrictions et, si le château de Tourronde ne possédait pas son potager et son petit élevage, permettant de vivre en autarcie, ce serait la famine. En raison des exactions de l'épuration et de la présence de Russes communistes et d'Espagnols anti-franquistes composant le maquis, Henriette conseille à Charles-Philippe d'éviter de se rendre dans la région. À partir de ce moment, le duc de Nemours, occupé par ses affaires, prend l'habitude de ne plus se rendre à Tourronde que durant dix à quinze jours chaque année, séjournant plus volontiers aux États-Unis, au Canada ou en Espagne.

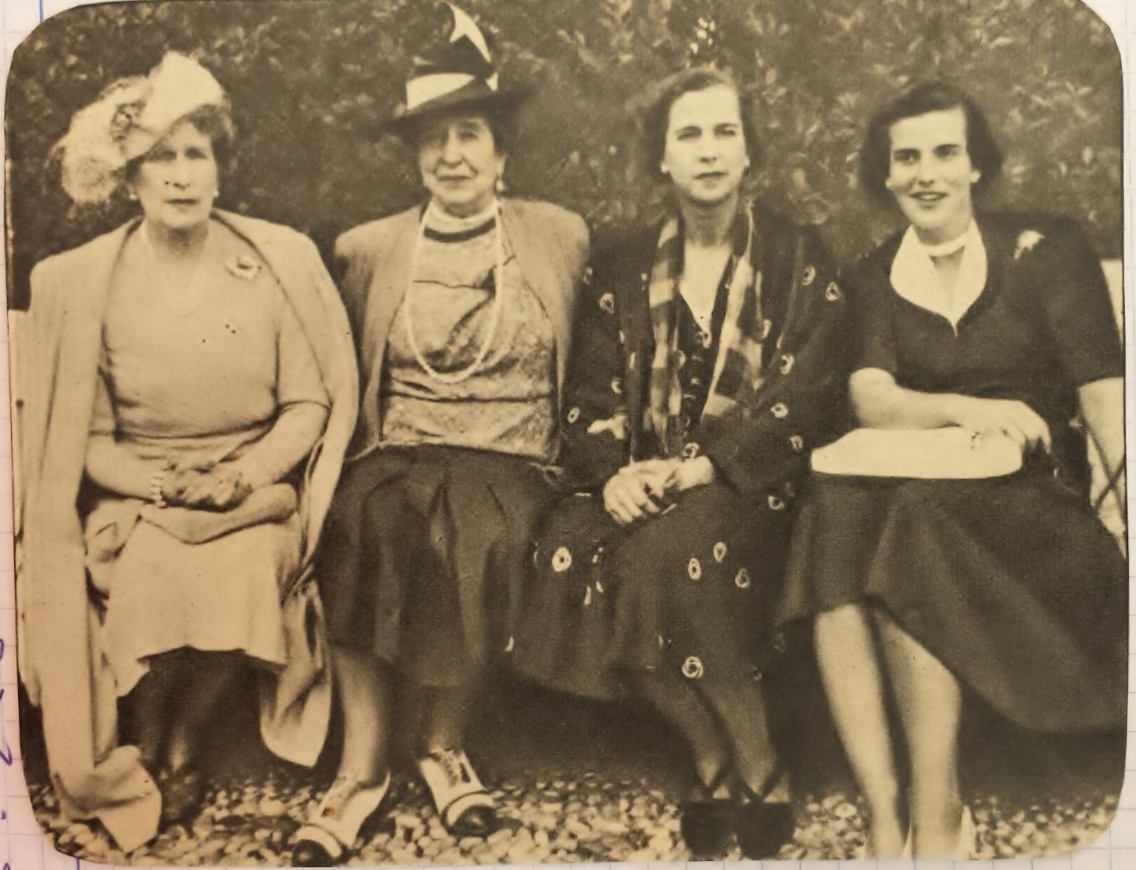
Victoire-Eugénie de Battenberg, Henriette de Belgique, Marie-José de Belgique et Lilian Baels vers 1946.

Après la guerre, Henriette se rend assez fréquemment à Vevey, en Suisse, où elle côtoie des altesses royales pour la plupart en exil : sa cousine Clémentine princesse Napoléon, la reine Marie-Amélie de Portugal, la reine Victoria-Eugénie d'Espagne, le comte, la comtesse de Barcelone, et surtout sa nièce Marie-José d'Italie. En revanche, lorsque Maurras est condamné pour haute trahison en janvier 1945, Henriette cesse toute relation avec lui. La peinture et l'écriture demeurent pour Henriette une source de réconfort moral et de revenus financiers. Elle revoit son neveu Léopold III à Gstadt en février 1946 ; celui-ci écrit à son sujet : « physiquement, elle a peu changé. Intellectuellement, elle est toujours la même avec son étonnante mémoire. Elle nous a raconté beaucoup de souvenirs de la famille ». Les Chaponay viennent lui rendre visite l'été suivant. Cependant, le bilan familial n'est vraiment pas satisfaisant pour Henriette qui écrit lucidement : « Je pourrai dire avant de mourir que la pauvre branche Nemours, qui avait été si brillante, est complètement et irrémédiablement tombée.. ».
Au printemps 1947, en raison de charges financières trop lourdes, Henriette prend à contre-cœur la décision de quitter le château de Tourronde et de s'installer en Suisse. À peine établie à la Pension Villa Flora à Sierre, son état de santé se dégrade au point de vue cardiaque, pulmonaire et rénal. Transportée à l'hôpital de Sierre, la princesse Henriette y meurt le 28 mars 1948. En présence de sa famille, de la reine Élisabeth, de l'abbé Guilbert, et de Jules Guillaume, ambassadeur de Belgique, elle est inhumée, le 12 avril suivant, auprès de son époux dans la crypte de la chapelle royale de Dreux, la nécropole de la famille d'Orléans.

## Œuvres picturales et littéraires

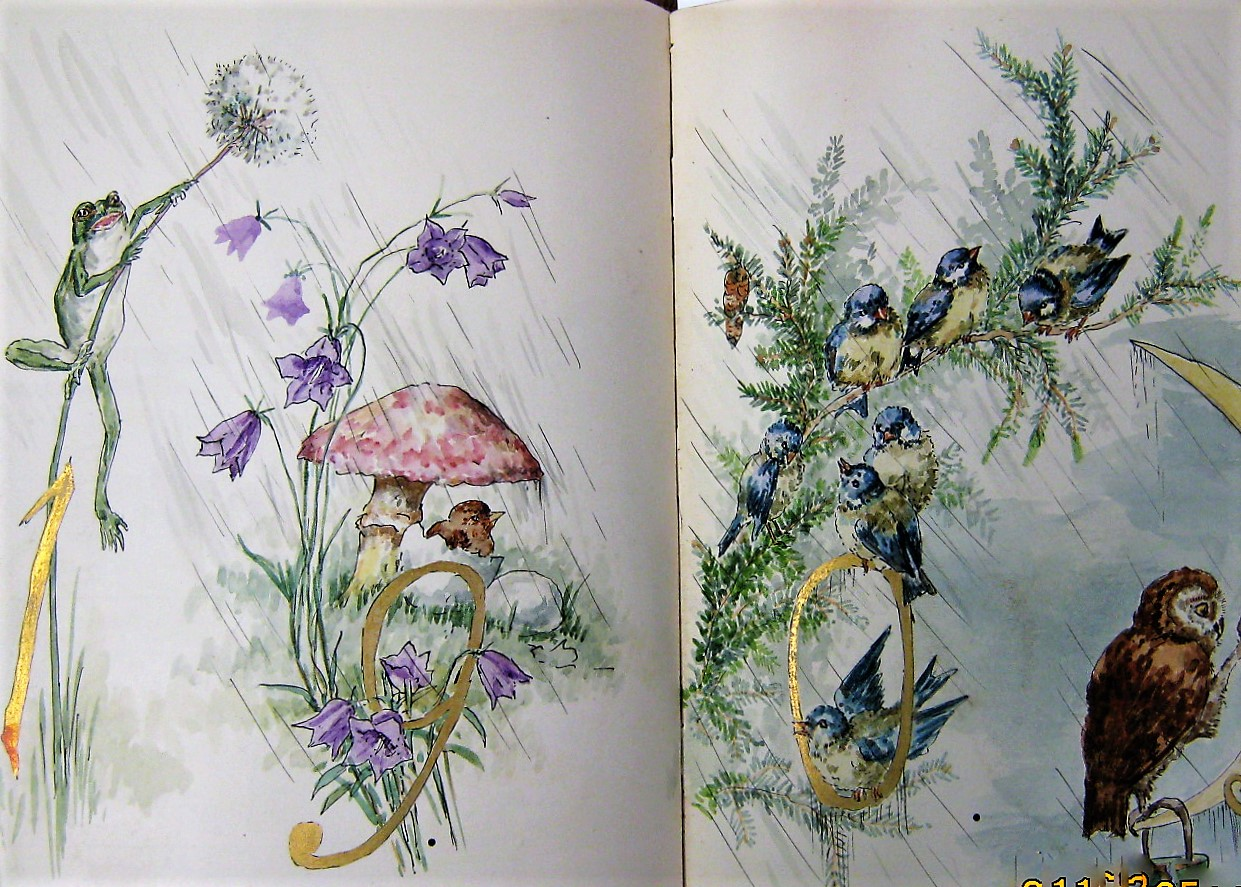
Dessins d'Henriette de Belgique (1903).

### Aquarelliste
Artiste peintre de talent, Henriette est formée dès son adolescence à la peinture par Jean-François Portaels, maître orientaliste et romantique, et par Juliette Wytsman, une paysagiste uccloise protégée par la comtesse de Flandre, dont l'art relève de l'impressionnisme. Elle est initiée à l'aquarelle par Henri Van der Hecht, peintre paysagiste bruxellois et cofondateur, en 1868, de la Société libre des beaux-arts en réaction à l'académisme et à l'avancée réaliste belge. C'est dans le domaine de l'aquarelle qu'Henriette s'est surtout distinguée : elle a beaucoup dessiné et peint (paysages, scènes de la vie champêtre, fleurs et oiseaux). Elle a publié plusieurs ouvrages illustrés et réservé d'autres œuvres picturales destinées à un usage familial, comme La Chronique illustrée d'un séjour à Blankenberghe de 1893, œuvre perdue où se mélangent textes et aquarelles en rapport à l'environnement marin ou La Chronique des Amerois dont les textes, charades, portraits, caricatures et historiettes sont illustrés par ses aquarelles, qu'elle entame en 1894 et clôt en 1914. Cette chronique est confiée aux Archives du Palais Royal de Bruxelles en 1993. En 2014, Olivier Defrance publie un ouvrage dédié à cette chronique privée, en deux volumes, qui préfigure les publications ultérieures d'Henriette. Les archives du fonds Vendôme-Nemours ont conservé un « Motor Trip Book » regroupant ses journaux de voyages agrémentés de ses aquarelles couvrant la période 1913-1918. En 1931, Georges Aubry, collectionneur d'art français, expose dans sa galerie parisienne plusieurs œuvres de la duchesse de Vendôme.

### Écrivain et illustratrice
Henriette a d'abord illustré plusieurs ouvrages inspirés des paysages découverts lors de ses excursions et voyages, puis elle a écrit et commenté plusieurs livres d'histoire, tels un commentaire du Journal de son aïeule Marie-Amélie (reine des Français), une biographie d'Élisabeth de France et un recueil de pensées (vie chrétienne, leçons de vie, vie familiale) de la reine Marie-Amélie. L'ensemble de ses publications comprend :
- Fleurs des Alpes, cueillies dans mes excursions, Lausanne, Gonin et Cie, Libraires-Éditeurs, 2 volumes, 1928[47].
- Notre voyage en Afrique (10 novembre 1920 - 24 mars 1921), Paris, Éditions de la Gazette des Beaux-Arts, 2 volumes, 1928[48].
- Les Croix des Alpes, Bruxelles, Éditions de la Société des bibliophiles et des iconophiles de Belgique, 1937, 175 p.[49].
- (en) Henriette de Vendôme, Waldy's Adventures, 1934. (projet d'un livre de littérature enfantine envoyé à plusieurs maisons d'éditions new-yorkaises et non publié)[LI 8].
- Marie-Amélie de Bourbon, duchesse d'Orléans et Henriette de Vendôme (commentaire), Journal : 1814-1822, vol. 2, Paris, Plon, 1938, 348 p.[P 43].
- Henriette de Vendôme, Madame Élisabeth de France, Paris, Ernest Flammarion, 1942, 201 p.[P 43].
- Henriette de Vendôme, Les pensées de Marie-Amélie, reine des Français, Paris, La Bonne Presse, 1946, 196 p.[P 43].

## Titulature, armoiries et honneurs

### Titulature officielle
- 30 novembre 1870 — 14 mars 1891 : Son Altesse Royale la princesse Henriette, princesse de Saxe-Cobourg et Gotha, duchesse en Saxe
- 14 mars 1891 — 12 février 1896 : Son Altesse Royale la princesse Henriette, princesse de Belgique, princesse de Saxe-Cobourg et Gotha, duchesse en Saxe

### Titulature de courtoisie
Les titres portés par les membres de la maison d’Orléans nés après 1848 n’ont pas d’existence juridique en France et sont considérés comme des titres de courtoisie. Ils sont attribués par l'aîné des Orléans.
- 12 février 1896 — 28 mars 1948 : Son Altesse Royale la duchesse de Vendôme

À sa naissance, en tant que petite-fille du roi Léopold Ier par son troisième fils, Philippe, comte de Flandre, la princesse Henriette est titrée princesse de Saxe-Cobourg et Gotha et duchesse en Saxe, avec prédicat d’altesse royale, selon les titulatures de sa maison, et porte le titre officieux de princesse de Belgique, qui sera régularisé par un arrêté royal du 14 mars 1891.

### Armoiries
| Blason de Henriette de Belgique | Blason  | De sable au lion d'or armé et lampassé de gueules (qui est de Belgique). Ornements extérieursTimbré d'une couronne. |
| Blason de Henriette de Belgique | Détails | Blason d'Henriette en qualité de princesse de Belgique. Officiel.                                                   |

### Honneurs
Henriette est décorée des ordres étrangers suivants :
- Dame d'honneur de l’ordre de Thérèse (royaume de Bavière)[12]
- Dame de première classe de l’ordre de Sainte-Élisabeth (royaume de Bavière, 2 octobre 1900)[12]
- Chevalier de l'ordre national de la Légion d'honneur (République française, 4 juillet 1939)[LI 9]
- Médaille de la Reconnaissance française (République française, 13 juin 1919)[N 11]
- Dame de l’ordre de la Croix étoilée (maison de Habsbourg-Lorraine, 1913)[LI 10]
- Grand-croix d'honneur et dévotion de l'ordre souverain de Malte (1909)[50]
- Commandeur de première classe de l'ordre de la Croix de la reine Marie (royaume de Roumanie, mars 1918)[51]
- Dame grand-croix de l'ordre équestre du Saint-Sépulcre de Jérusalem (Saint-Siège, 15 août 1931)[50]

## Actes d'état civil de la princesse Henriette

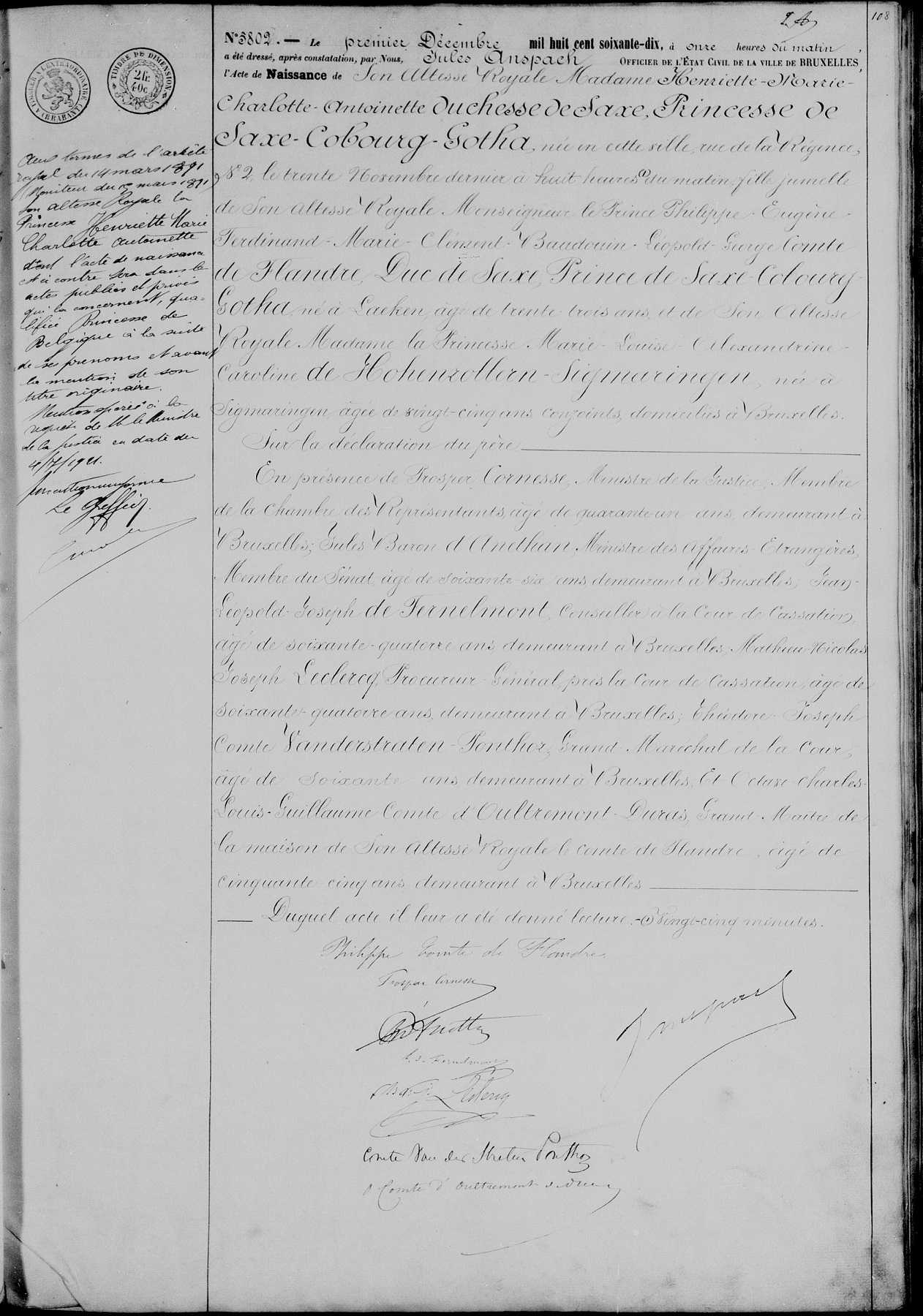
Acte de naissance (1870).
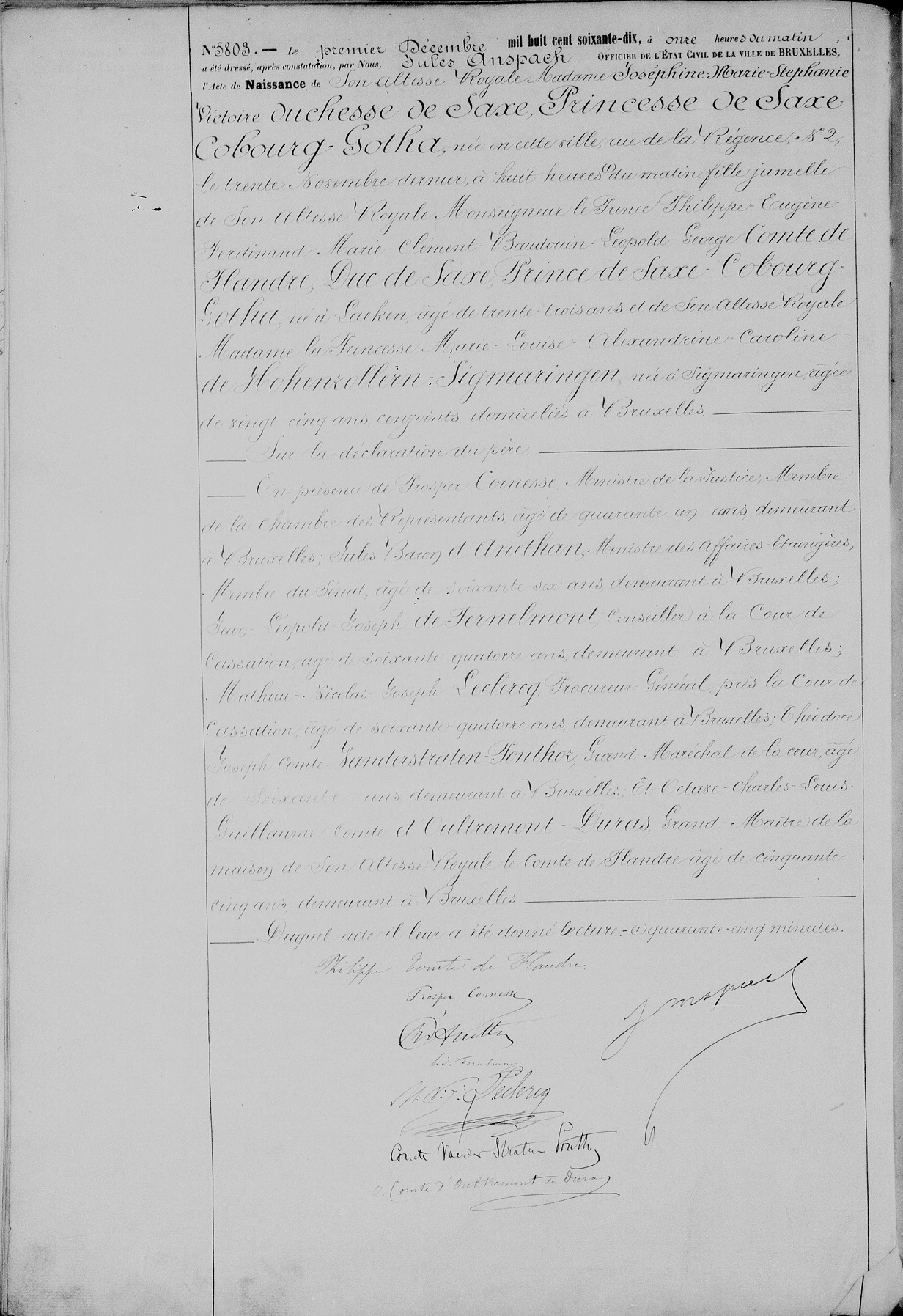
Acte de naissance de sa jumelle (1870).
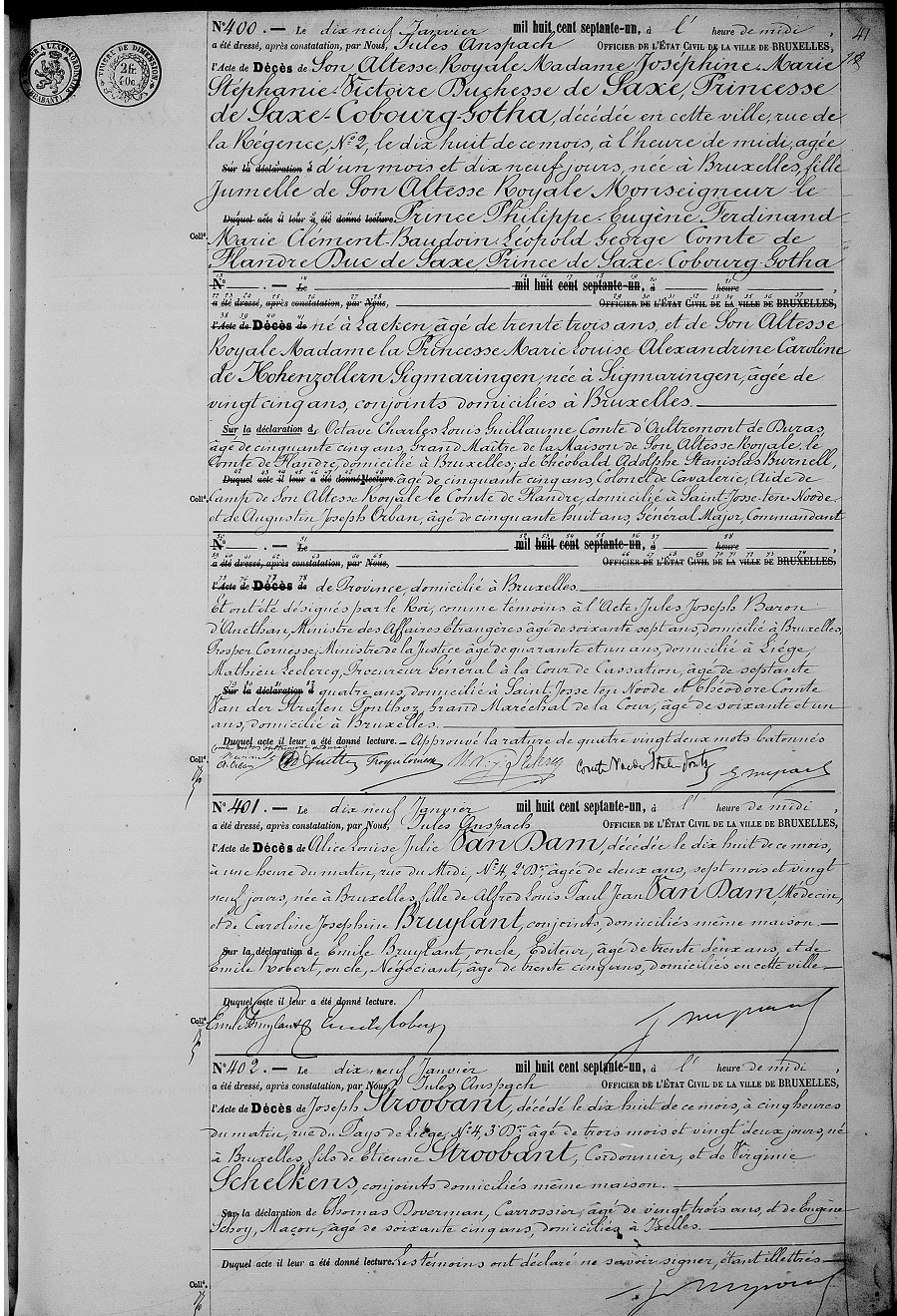
Acte de décès de sa jumelle (1871).
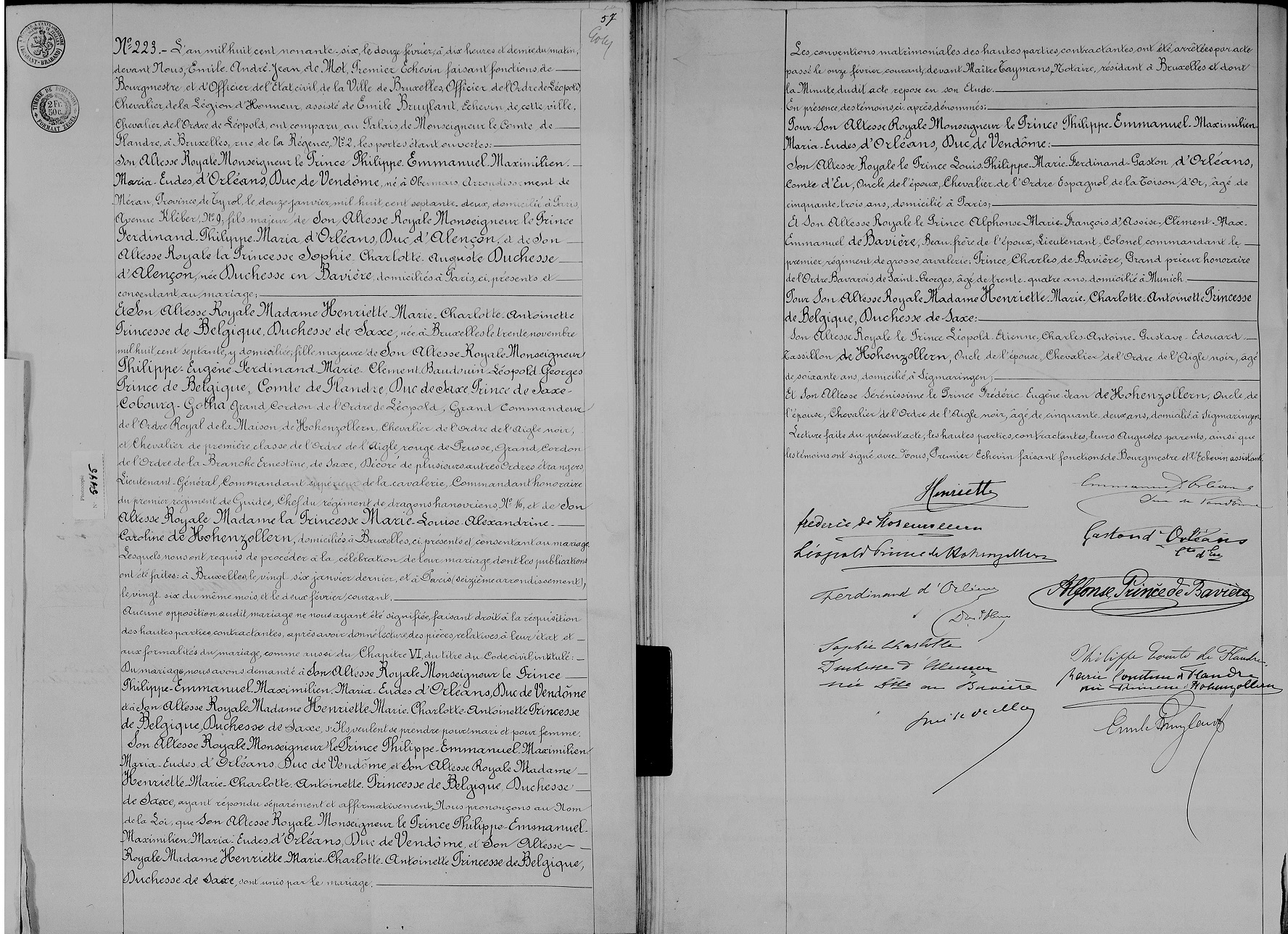
Acte de mariage (1896).

## Culture et toponymie
La princesse Henriette n'apparaît pas dans la statuaire publique, ni dans le domaine toponymique. Cependant, une malle postale portant son nom (transportant parfois des passagers entre Ostende et Douvres) est construite en 1888 pour le compte du gouvernement belge par les chantiers William Denny and Brothers, entreprise de construction navale écossaise, située à Dumbarton. Durant la Première Guerre mondiale, ce paquebot a transporté des troupes. Plusieurs fois accidentée et réparée, la malle Princesse Henriette est définitivement retirée du service en 1922.

### Peinture
La princesse Henriette a été représentée par différents artistes peintres :
- Alexandre Robert (vers 1882) qui la représente avec son frère Baudouin, œuvre conservée au palais royal de Bruxelles[54].
- Albert Henry Collings (1911) conservé au palais royal de Bruxelles[P 44].
- Hubert-Denis Etcheverry (1923) en mains privées[P 45].

### Musique
- Les Yeux (musique imprimée) : une composition de Courtlandt Palmer pour piano, d'après un texte de Sully-Prudhomme, est dédiée à la duchesse de Vendôme dans les années 1920 et publiée à Lausanne[55].

### Littérature
Parmi les hôtes reçus par Henriette dans son hôtel particulier de la rue Borghèse figure le vicomte Clément de Maugny, qui a inspiré le personnage de Robert de Saint-Loup dans La Recherche de Marcel Proust. Selon toute vraisemblance, la duchesse de Vendôme, amie proche de Maugny, semble avoir été l'un des modèles de la marquise de Villeparisis, autre figure proustienne.

### Filmographie
Nommée chevalier de la Légion d'honneur en 1939, Henriette reçoit la décoration des mains du préfet de la Haute-Savoie, le 10 juillet 1940 au château de Tourronde. Les caméras de Pathé immortalisent l'événement en vue de le diffuser aux actualités.